# 安全啓発音楽ユニット ViViT
安全啓発音楽ユニット ViViT（あんぜんけいはつおんがくユニット ビビット）は、愛知県豊田市在住・在勤のメンバー4人によって構成されている音楽ユニット。「交通事故を減らし、豊田市を安全な街にしたい」という思いから、Star☆T初代リーダーYuKiを中心に結成され、様々なイベントへの出演や、メディア・媒体を通じて安全を啓発している。

## メンバー
- YuKi（リーダー）[1]

10月9日生まれ。O型。「安全運転は…愛なのよ♡」。黄   。
- WaKaNa[1]

12月17日生まれ。A型。「人と地球に優しい運転を♡」。青   。
- RiO[1]

10月30日生まれ。B型。「周りをよく見て元気に日々を過ごしましょう♡」。オレンジ   。
- AoI[1]

3月17日生まれ。A型。「心にゆとりを持って、運転しましょう♡」。ピンク   。

## ディスコグラフティー
- 1stシングル『Look at Me』

1. Look at Me（作詞:YuKi 作曲・編曲:西岡隼哉）[1]
2. 安全運転は愛なのよ（作詞・作曲・編曲:清水雅人 協力:豊田警察署）[1]
3. VOICE（作詞:YuKi 作曲:AoI 作曲・編曲:西岡隼哉）[1]

## イベント
- 2014年10月12日 - 外根自治区祭
- 2015年5月4日 - ふじまつり
- 2015年5月16日 - 娯楽行列
- 2015年5月17日 - とよた交通安全・防災フェスタ[2]

## その他
- 2015年 - 新☆豊田市誕生10周年プロジェクト－市民発！まちづくりシン展事業 ミライのフツー☆チャレンジコンテストに採択[3]